# A Fighting Man of Mars
A Fighting Man of Mars is een science-fantasy roman geschreven door de Amerikaanse schrijver Edgar Rice Burroughs. Het is het zevende verhaal uit de Barsoom-serie. Het verhaal werd aanvankelijk van april tot september 1930 in zes delen gepubliceerd in het tijdschrift Blue Book, en in mei 1931 in boekvorm uitgebracht door Metropolitan Books.

## Plot
De hoofdrol is dit keer weggelegd voor Tan Hadron, een Padwar (luitenant) in het leger van Helium. Hij heeft een oogje op de mooie maar uitermate verwaande Sanoma Tora, dochter van een rijke commandant. Op een dag krijg Helium te maken met een nieuwe tegenstander: Tul Axtar, de Jeddak van Jahar. Hij heeft de afgelopen jaren een groot leger getraind met het plan heel Barsoom te veroveren. Tevens beschikt zijn leger over een nieuw wapen: een energiestraal die, afhankelijk van welke munitie er wordt gebruikt, hout, metaal en zelfs menselijk vlees kan doen verdampen. De schepen van Jahar zelf zijn bedekt met een blauwe verf die bescherming biedt tegen deze straal, voor het geval het wapen in vijandige handen valt.
Bij een eerste aanval van Tul Axtar op Helium wordt Sanoma Tora gevangengenomen. Tan Hadron gaat in zijn eentje naar haar op zoek. Onderweg ontmoet hij een vrouw genaamd Tavia, die verkleed als man over Barsoom zwerft. Zij adviseert hem eerst naar Tjanath te gaan aangezien deze stad in oorlog verkeert met Jahar, en dus mogelijk Tan Hadron zal willen helpen. Het tegendeel blijkt waar want Tan Hadron en Tavia worden meteen na aankomst beschuldigd van spionage. Tan Hadron wordt ter dood veroordeeld samen met een andere gevangene, Nur An. Samen worden ze in een schijnbaar bodemloze put gegooid, die uit blijkt te komen op een ondergrondse rivier. Door de rivier te volgen belanden de twee mannen in een vallei die in tegenstelling tot de rest van Barsoom nog veel vegetatie en dierenleven bevat. Hier worden ze tijdelijk gevangengenomen door de wrede heerser Ghron alvorens te ontsnappen met behulp van een geïmproviseerde heteluchtballon.
De ballon brengt de twee mannen naar een oude ruïne, waar ze Phor Tak ontmoeten. Hij is de uitvinder van alle wapens van Tul Axtar, maar heeft zijn voormalige opdrachtgever de rug toegekeerd omdat hij slecht werd behandeld en omdat hij van mening was dat Tul Axtar een lafaard is die zijn plannen voor werelddominantie waarschijnlijk nooit ten uitvoer zal brengen, ongeacht hoe groot zijn voordeelpositie is. In zijn schuilplaats is hij doorgegaan met uitvinden en heeft onder andere een verf die voorwerpen onzichtbaar kan maken en een torpedo die zelf zijn doelwit kan opsporen (genaamd de “vliegende dood”) uitgevonden, waarmee hij op korte termijn zelf een poging wil wagen Barsoom te veroveren. Phor Tak bouwt voor Tan Hadron een luchtschip genaamd de Jhama, dat zowel met de beschermende blauwe verf als de onzichtbaarheidverf bedekt is zodat hij hiermee ongezien en zonder gevaar voor de energiestraal naar Jahar kan reizen. Wel eist Phor Tak dat Nur An bij hem blijft als gijzelaar om er zeker van te zijn dat Tan Hadron weer terug zal keren.
Met de Jhama reist Tan Hadron eerst af naar Tjanath en bevrijdt Tavia en een slavin genaamd Phao. Vervolgens zet het drietal koers naar Jahar, waar Tan Hadron een mantel insmeert met de onzichtbaarheidverf zodat hij ongezien het paleis van Tul Axtar kan betreden. Hij vindt Sanoma Tora en slaagt er tevens in Tul Axtar zelf te gijzelen. Zodra de hele groep echter weer aan boord van de Jhama is, onthult Sanoma dat ze al die tijd al onder een hoedje speelde met Tul Axtar en bevrijdt hem. Tul Axtar laat Tan Hadron en Tavia achter in een regio van zijn land die bevolkt wordt door kannibalen, terwijl hij de Jhama mee terugneemt naar Jahar. Tavia en Tan Hadron reizen dagenlang door de streek, en weten met moeite uit handen van de kannibalen te blijven. Door een gelukkige samenloop van omstandigheden krijgen ze de Jhama weer in handen (Tul Axtar had het schip niet goed vastgemaakt bij aankomst in Jahar, en de wind heeft het weer hun kant op geblazen).
Met de Jhama arriveren Tan Hadron en Tavia net op tijd voor de strijd tussen de oorlogsvloten van Helium en Jahar. Tan Hadron helpt de soldaten van Helium een aantal schepen van Jahar te kapen om het tij in Heliums voordeel te keren. De vloot van Jahar geeft zich over. De nederlaag van hun vloot ontketent ook een volksopstand in Jahar zelf en Tul Axtar moet zijn paleis ontvluchten. Hij begeeft zich naar de schuilplaats van Phor Tak, op de hielen gezeten door Tan Hadron. In de confrontatie die volgt worden zowel Phor Tak als Tul Axtar gedood, waarna Tan Hadron ook alle uitvindingen van Phor Tak vernietigt. Sanoma probeert tevergeefs weer in de gratie te komen bij Tan Hadron, maar hij verkiest Tavia boven haar.

## Achtergrond
A Fighting Man of Mars bevindt zich in de Verenigde Staten sinds 31 december 1995 in het publiek domein. Ook in Australië is het auteursrecht op het verhaal inmiddels verlopen. Het boek is daar verkrijgbaar via Project Gutenberg.